# Высший совет по руководству войной
Высший совет по руководству войной (яп. 最高戦争指導会議 сайко: сэнсо: сидо: кайги) — руководящий орган, созданный в Японии в августе 1944 года правительством Тосио взамен Комитету по связям правительства и Ставки. 4 августа на очередном совещании Комитета было принято решение о создании Совета, мотивировавшееся необходимостью наличия органа, формулировавшего бы базовую военную политику и осуществлявшего бы более жёсткое руководство по связям между военными и правительством и вести общее руководство войной, однако правительство отказалось вмешиваться в руководство военными действиями и на практике общее руководство реализовано не было. 22 августа 1945 где-то за неделю до капитуляции Совет был распущен.
В Совет входили Премьер-министр Японии, министр иностранных дел, министр армии, министр флота и начальники штабов. При необходимости на совещаниях имели право присутствовать другие министры и заместители начальников штабов. Перед принятием важных военных планов на совещания приглашался Император Японии (конференция велась по принципу годзэн кайги — совещание должностных лиц в присутствии императора, где они озвучивали принятые решения, а он, молча выслушав, давал формальное одобрение). Главные секретари правительства Японии и Бюро военной службы присутствовали как секретари. Принятые решения не были формально юридически обязующими, стороны выполняли договорённости добровольно.